# تشارلز س. لوفيل
تشارلز س. لوفيل (بالإنجليزية: Charles C. Lovell)‏ هو قاضي ومحامي أمريكي، ولد في 10 سبتمبر 1929 في أناكوندا في الولايات المتحدة.